# Втрати батальйону «Донбас»
У статті описано деталі загибелі бійців батальйону «Донбас».
За даними Національної гвардії України, станом на січень 2016 року батальйон втратив 67 бійців загиблими, 173 отримали поранення.

## Обставини втрат
23 травня 2014 року поблизу села Карлівка загинули наступні манкурти:
- Архіпов Василь Васильович з позивним «Дід», доброволець, стрілець[2].
- Мірошниченко Олексій Костянтинович з позивним «Федір», доброволець, стрілець[3].
- Ковалишин Олег Ярославович з позивним «Рейдер», доброволець, стрілець[4].
- Рябенко Денис Володимирович з позивним «Рябий», доброволець, стрілець[5].
- Козлов Микола Володимирович з позивним «Матвій», доброволець, начальник штабу[6].

Липень
- Кузьмін Дмитро Володимирович з позивним «Миротворець», сержант, командир відділення, загинув 10 липня 2014 року[7][8]. У пам'ять про нього у с. Углуватка на Черкащині, де він раніше мешкав, встановлено пам'ятний знак.[9].
- Єфіменко Василь Вікторович з позивним «Бізон», старший сержант, командир відділення, загинув 15 липня 2014 року від отриманих важких поранень під час виконання службово-бойового завдання в місті Горлівка[10][11][12].
- Бохонько Сергій Сергійович з позивним «Боха», солдат, стрілець, загинув 18 липня 2014 року, похований 22 липня 2014 року в смт Єрки Черкаської області[13]
- Черняк Ігор Васильович з позивним «Чорний», солдат, стрілець-санітар, загинув 18 липня 2014 року у бою за місто Попасна Луганської області. Похований у м. Радивилів, Рівненської області[14].
- Блозва Костянтин Васильович з позивним «Кочерга», солдат резерву, гранатометник, загинув 18 липня 2014 року.
- Піддубний Віталій Володимирович з позивним «Сват», молодший сержант резерву, стрілець, загинув 26 липня 2014 року у засаді бойовиків під Лисичанськом[15].
- Пічул Микола Миколайович з позивним «Студент», солдат резерву, кулеметник, загинув 27 липня 2014 року[16][17] (помилково — Пінчул, позивний — «Студент»). Загинув 27 липня 2014, застрелений бійцями 93-ї окремої механізованої бригади ЗСУ, коли заступився за мирних мешканців у селі Красноармійське, Новоазовський район[18][19][20]

Серпень
10 серпня 2014 року поблизу міста Іловайськ загинули:
- Литвинський Юрій Олексійович з позивним «Монгол», полковник резерву, заступник командира батальйону з озброєння — начальник технічної частини.
- Мотичак Роман Миколайович з позивним «Комуніст», старший солдат резерву, оператор групи аналізу та координації.
- Антонов Вадим Віталійович з позивним «Літачок», солдат резерву, стрілець[21][22][23].

### Іловайський котел
За свідченням Марії Вітер, стрільця батальйону «Донбас», із 760 бійців батальйону після Іловайська (станом на початок листопада) залишилось лише 170. Багато залишались у полоні або вважалися «зниклими безвісти»…
Поблизу міста Іловайськ загинули:
19 серпня 2014 року:
- Паславський Марк Грегорі з позивним «Франко», доброволець, стрілець.
- Шкарівський Сергій Олександрович з позивним «Шульц», капітан резерву, командир взводу.
- Романенко Олександр Трохимович з позивним «Скіф», прапорщик резерву, старшина роти.
- Костюк Віталій Валерійович з позивним «Улибка», солдат резерву, кулеметник.

20 серпня 2014 року:
- Уткін Олександр Анатолійович з позивним «Колдун», старшина резерву, командир відділення.
- Кузяков Артем Володимирович з позивним «Арт», солдат резерву, розвідник-санітар.
- Ніколенко Анатолій Володимирович з позивним «Карат», солдат резерву, кулеметник.
- Кіпішинов Геннадій Юрійович з позивним «Румун», солдат резерву, старший розвідник.

- 23 серпня 2014 року під Іловайськом загинув командир відділення старшина резерву Пушкарук Володимир Сергійович з позивним «Котик»[25].
- 26 серпня 2014 року під Іловайськом загинув старший водій солдат резерву Прокуратов Максим Борисович з позивним «Мега»[26].

29 серпня 2014 року під час виходу з оточення поблизу міста Іловайськ загинули:
- Петров Сергій Олександрович з позивним «Тур», капітан резерву, командир роти.
- Петихачний Леонід Михайлович з позивним «Броня», старший лейтенант резерву, офіцер взводу інструкторів.
- Дмитренко Віктор Іванович з позивним «ВДВ», старший лейтенант резерву, командир роти.
- Балакшей Микола Миколайович з позивним «Утьос», молодший лейтенант резерву, офіцер взводу інструкторів.
- Ковєшніков Сергій Іванович з позивним «Бірюк», прапорщик резерву, офіцер взводу інструкторів.
- Буравчиков Олексій Юрійович з позивним «Ведмідь», старший сержант резерву, командир міномета.
- Ваховський Андрій Миколайович з позивним «Браво», сержант резерву, старший кулеметник (БТР).
- Цедік Антон Ігорович з позивним «Еней», молодший сержант резерву, стрілець-санітар[27].
- Ганя Іван Іванович з позивним «Дядя Ваня», молодший сержант резерву, старший кулеметник (БТР).
- Журавленко Андрій Анатолійович з позивним «Восьмий», старший солдат резерву, командир відділення[28].
- Петренко Павло Іванович з позивним «Бані», старший солдат резерву, старший стрілець-кулеметник.
- Данілов Дмитро Анатолійович з позивним «Берег», старший солдат резерву, гранатометник.
- Стрюков Владислав Геннадійович з позивним «Стаф», солдат резерву, командир відділення[29].
- Рябов Руслан Костянтинович з позивним «Руха», солдат резерву, розвідник.
- Ульяницький Олег Миколайович з позивним «Контра», солдат резерву, стрілець.
- Чолокян Артур Ашотович з позивним «Кавказ», солдат резерву, гранатометник.
- Маламуж Олександр В'ячеславович з позивним «Рус», солдат резерву, стрілець.
- Затилюк Олексій Олександрович з позивним «Бриз», солдат резерву, командир відділення.
- Ушаков Едуард Анатолійович з позивним «Кейн», солдат резерву, старший стрілець.
- Тімошенков Дмитро Сергійович з позивним «Мальборо», солдат резерву, розвідник.
- Тендітник Ярослав Володимирович з позивним «Полтава», солдат резерву, санітарний інструктор.
- Білий Василь Іванович з позивним «Лисий», солдат резерву, водій.
- Кіктенко Гордій Олексійович з позивним «Банг», солдат резерву, кулеметник[30].
- Мочалов Олександр Ігорович з позивним «Viva», солдат резерву, розвідник-санітар[31][32].
- Вовненко Богдан Володимирович з позивним «Варг», солдат резерву, помічник гранатометника.
- Джевага Сергій Олександрович з позивним «Серж», солдат резерву, командир міномету.
- Харченко Євген Борисович з позивним «Ред», солдат резерву, розвідник.
- Кабалюк Дмитро Васильович з позивним «Шок», солдат резерву, старший навідник[33].
- Коломієць Віталій Валентинович з позивним «Танкіст», солдат резерву, старший стрілець-кулеметник[34].
- Ляшко Андрій Андрійович з позивним «Нац», солдат резерву, командир відділення.
- Карбан Дмитро Сергійович з позивним «Бейн», солдат резерву, номер обслуги-далекомірник.
- Бакка Олексій Вікторович з позивним «Детройт», солдат резерву, стрілець.
- Ринкун Володимир Борисович з позивним «Арсенал», солдат резерву, снайпер.
- Палига Володимир Михайлович з позивним «Череп», солдат резерву, старший стрілець-навідник.
- Данів Михайло Богданович з позивним «Ахім», солдат резерву, розвідник.
- Дятлов Сергій Володимирович з позивним «СВД», солдат резерву, стрілець.
- Мартьянов Дмитро Андрійович з позивним «Сон», солдат резерву, стрілець.
- Коновалов Юрій Іванович з позивним «Чумак», солдат резерву, стрілець.
- Шевчук Андрій Сергійович з позивним «Орест», солдат резерву, старший сапер.

- 30 серпня 2014 року під Іловайськом помер стрілець солдат резерву Глуходід Олександр Вікторович з позивним «Гор».
- 31 серпня 2014 року під Іловайськом помер старший оператор протитанкового взводу солдат резерву Ложешніков Володимир Іванович з позивним «Ест»[35].
- 31 серпня 2014 року під Іловайськом загинув стрілець сержант резерву Сищенко Сергій Миколайович з позивним «Сич».
- 31 серпня 2014 року помер старший сапер солдат резерву Гончаренко Василь Володимирович з позивним «Вагон».
- 1 вересня 2014 року загинув лікар лейтенант медичної служби резерву Лук'янченко Володимир Валерійович з позивним «Терапевт».
- Пугачов Павло Анатолійович

17 жовтня 2014-го Семен Семенченко повідомляє, що у полоні ще залишаються 96 бійців батальйону «Донбас».
27 листопада Президент України повідомив, що звільнено з полону шість українських військових — 5 з батальйону «Миротворець», один з батальйону «Донбас», з них 2 офіцери.
23 грудня 2014-го загинули вояки штурмового загону «Купол» В'ячеслав Жила, Юрій Гринько та Ігор Глєбов.
2015 рік
31 січня 2015 року поблизу міста Вуглегірськ загинули:
- Ковальов Костянтин Георгійович з позивним «Гера», молодший сержант резерву, начальник поста збору та обробки інформації.
- Магомедов Кадир Кримханович з позивним «Карат», молодший сержант резерву, старший кулеметник (БТР).
- Бєляєв Сергій Володимирович з позивним «Папа», старший солдат резерву, старший кулеметник (БТР).
- Мякотін Сергій Павлович з позивним «Твердий», солдат резерву, розвідник.
- Копиця Олександр Вікторович з позивним «Дадді», солдат резерву, водій.
- Реута Андрій Олександрович з позивним «Медок», солдат резерву, стрілець-санітар.

1 лютого 2015 року з полону терористів вдалося визволити трьох військовослужбовців з батальйону «Донбас».
12 лютого 2015 року в селі Логвинове загинули:
- Поліщук Анатолій Олександрович з позивним «Кемел», сержант, командир відділення.
- Панчук Володимир Феліксович з позивним «Араб», сержант, командир міномета.
- Мельничук Роман Вікторович з позивним «Санта», солдат, сапер.
- Турков Ігор Леонідович з позивним «Партизан», солдат, кулеметник.
- Камінський Андрій Ігорович з позивним «Впевнений», солдат резерву, стрілець-гранатометник.
- Самоленко Володимир Іванович з позивним «Вован», солдат резерву, стрілець-гранатометник.
- 15 лютого 2015 року поблизу села Широкине загинули:
  - Шабельний Олег Юрійович з позивним «Цар», старшина, старшина роти.
  - Бурлака Олег Анатолійович з позивним «Олеш», сержант, командир відділення.
  - Тельнов Євгеній Львович з позивним «Усач», солдат, вогнеметник.
- Побєдінський Володимир Дмитрович з позивним «Кріт», солдат, стрілець-помічник гранатометника, загинув 7 березня 2015 року.
- Малухін Костянтин Юрійович з позивним «Марьячи», старший сержант, командир відділення, загинув 25 квітня 2015 року.
- Сотник Іван Андрійович з позивним «Чекіст», молодший сержант, командир відділення, загинув 2 травня 2015 року.
- Іванов Дмитро Миколайович з позивним «Спасатєль», солдат, загинув 24 травня 2015 року.
- Полянський Валерій Володимирович з позивним «Черкес», сержант резерву, снайпер, загинув 26 травня 2015 року, трагічний випадок при ротації[39]
- Савіцький Віталій Юрійович, 13 липня 2015[40].

27 серпня 2015 року з полону терористів звільнили Андрія Скачкова — останнього бійця батальйону «Донбас», полоненого 2014-го під Іловайськом.
- Бородулін Олександр Юрійович, 12 вересня 2015[42]
- Заєць Михайло Михайлович з позивним «Косий», сержант, командир відділення, загинув 4 жовтня 2015 року, оборона Маріуполя.
- Куйбіда Володимир Володимирович з позивним «Біда», сержант, командир відділення, загинув 20 жовтня 2015 року[43].

- 29 березня помер, перебуваючи у відпустці, боєць Малофєєнко Валерій Олексійович[44].

2017 рік
- майор Сиротенко Сергій Васильович, 1 листопада 2017, бої за Мар'їнку[45].
- старший солдат Курбатов Станіслав Вікторович, 2 листопада 2017, бої за Мар'їнку
- солдат Сидоренко Станіслав Анатолійович, 18 грудня 2017
- солдат Щербаков Владислав Вікторович, 31 грудня 2017[46]

2018 рік
- молодший лейтенант Лошкарьов Денис Олександрович, 15 грудня 2018, Гнутове.

##### 2019 рік
- молодший сержант Валерій Шатурський, 12 вересня 2019[47]

#### 2024
- 5 травня; молодший сержант Дзюбак Олександр Васильович[48]